# Hans Krøyer Christensen
Hans Krøyer Christensen födt 1947) er en tidligere dansk atlet. Han var medlem af Holte IF.

## Danske mesterskaber
- Bronze 1972 Længdespring 7,02
- Bronze 1970 Længdespring 6,88
- Bronze 1968 Længdespring 7,09

## Personlige rekorder
- Længdespring : 7,18 1970